# Чемпионат мира по самбо 2001
XXV Чемпионат мира по самбо 2001 года прошёл в Красноярске (Россия) с 20 по 21 октября. Главным судьёй соревнований были Василий Перчик. Участники представляли 26 стран. В соревнованиях среди мужчин участвовали представители 17 стран, а среди женщин — представительницы 14 стран. На этом чемпионате проводились схватки между бронзовыми призёрами за малые золотые медали.

## Медалисты

### Мужчины
| Весовая категория | Золото                         | Серебро                         | Бронза                                                        |
| ----------------- | ------------------------------ | ------------------------------- | ------------------------------------------------------------- |
| до 52 кг          | Коныс Жетписов · Казахстан     | Шавкат Жураев · Узбекистан      | Схатбий Альхаов · Россия Андрей Курлыпо · Беларусь            |
| до 57 кг          | Хаким Назаралиев · Азербайджан | Акакий Ханишвили · Грузия       | Артур Геворкян · Армения Максим Финько · Кыргызстан           |
| до 62 кг          | Сергей Матюков · Россия        | Георгий Курдгелашвили · Молдова | Нямдорж Сухбаатар · Монголия Яким Ранков · Болгария           |
| до 68 кг          | Виктор Савинов · Украина       | Николай Ковях · Россия          | Валерий Нони · Молдова Виталий Фёдоров · Кыргызстан           |
| до 74 кг          | Михаил Мартынов · Россия       | Акобир Курбанов · Узбекистан    | Сергей Куницын · Молдова Миндаугас Лауринайтис · Литва        |
| до 82 кг          | Раис Рахматуллин · Россия      | Сергей Клишин · Австрия         | Андреу Мариос · Кипр Николоз Библашвили · Грузия              |
| до 90 кг          | Игорь Куринной · Россия        | Мовлуд Миралиев · Азербайджан   | Чахонгир Сулаймонов · Таджикистан Ансар Чалангов · Кыргызстан |
| до 100 кг         | Юрий Рыбак · Беларусь          | Дмитрий Максимов · Россия       | Дмитрий Каменский · Узбекистан Батжаргалын Одхуу · Монголия   |
| свыше 100 кг      | Мурат Хасанов · Россия         | Дмитрий Селезень · Украина      | Андриан Кордон · Израиль Менхэрдэнэ Дуламжавын · Монголия     |

### Женщины
| Весовая категория | Золото                        | Серебро                        | Бронза                                                       |
| ----------------- | ----------------------------- | ------------------------------ | ------------------------------------------------------------ |
| до 48 кг          | Любовь Брулетова · Россия     | Татьяна Москвина · Беларусь    | Елена Кумечко · Украина Татьяна Тривич · СР Югославия        |
| до 52 кг          | Марина Ковригина · Россия     | Галина Томяк · Украина         | Жанар Дюсекенова · Казахстан Цэвэлмар Шархуу · Монголия      |
| до 56 кг          | Эрднэт Хишигбат · Монголия    | Сауле Габдуллина · Казахстан   | Мива Китамура · Япония Людмила Матиевская · Украина          |
| до 60 кг          | Татьяна Папушина · Россия     | Людмила Кристя · Молдова       | Боряна Заборина · Болгария Ольга Панчук · Украина            |
| до 64 кг          | Батхишиг Хурэлдорж · Монголия | Надежда Покора · Украина       | Мернан Вуд · Великобритания Надежда Желтакова · Туркменистан |
| до 68 кг          | Наталья Павлова · Россия      | Виктория Врублевская · Украина | Наталья Позднякова · Беларусь Анна Репида · Молдова          |
| до 72 кг          | Юлия Кузина · Россия          | Энхцэцэг Мухаршар · Монголия   | Эмили Гиттинс · Великобритания Насиба Салаева · Туркменистан |
| до 80 кг          | Дашдулам Самбуу · Монголия    | Вера Москалюк · Россия         | Валентина Бардачева · Украина Наталья Мельникова · Беларусь  |
| свыше 80 кг       | Ирина Родина · Россия         | Ольга Николайчук · Украина     | Алмачуль Кашина · Казахстан Вероника Татару · Молдова        |